# 신동기
신동기(1996년 11월 25일 ~ )는 대한민국의 요리사이다

## 연기 활동

### 드라마
- 2008년 MBC 미니시리즈 《베토벤 바이러스》
- 2009년 MBC 미니시리즈 《2009 외인구단》
- 2010년 SBS 대하드라마 《제중원》
- 2010년 SBS 미니시리즈 《검사 프린세스》 ... 어린 서인우 역(박시후 아역)
- 2010년 MBC 대하드라마 《김수로》 ... 어린 석탈해 역(이필모 아역)
- 2011년 SBS 미니시리즈 《뿌리깊은 나무》 ... 어린 정기준 역(윤제문 아역)

### 영화
- 2009년 《그림자 살인》 ... 장대인간 역
- 2010년 《블러디 쉐이크》 ... 어린 우택 역
- 2014년 《방황하는 칼날》 ... 거리 가출남 1 역